# Jirkov
Jirkov är en stad i Tjeckien. Den ligger i regionen Ústí nad Labem, i den nordvästra delen av landet, 80 km nordväst om huvudstaden Prag. Jirkov ligger 306 meter över havet och antalet invånare är 19 835 (2016).

## Vänorter
- Bátonyterenye, Ungern
- Brand-Erbisdorf, Tyskland